# Рунозірка альпійська
Рунозірка альпійська (Polytrichastrum alpinum) — вид мохів порядку рунянкальних (Polytrichales).

## Поширення
Батьківщиною є Європа, Північна Америка, Південна Америка, Азія, Австралія, Нова Зеландія, субантарктичні острови.

## Галерея

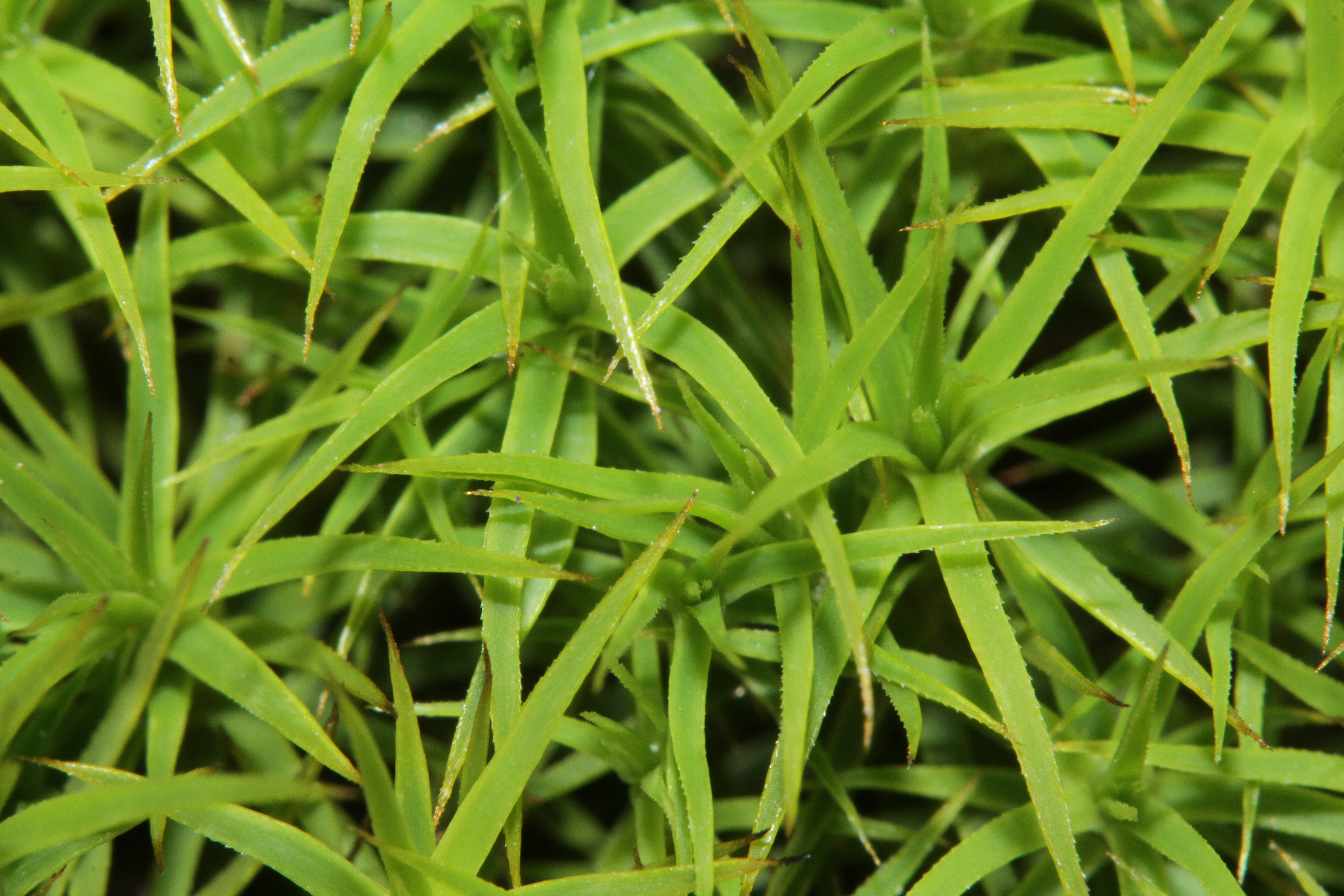
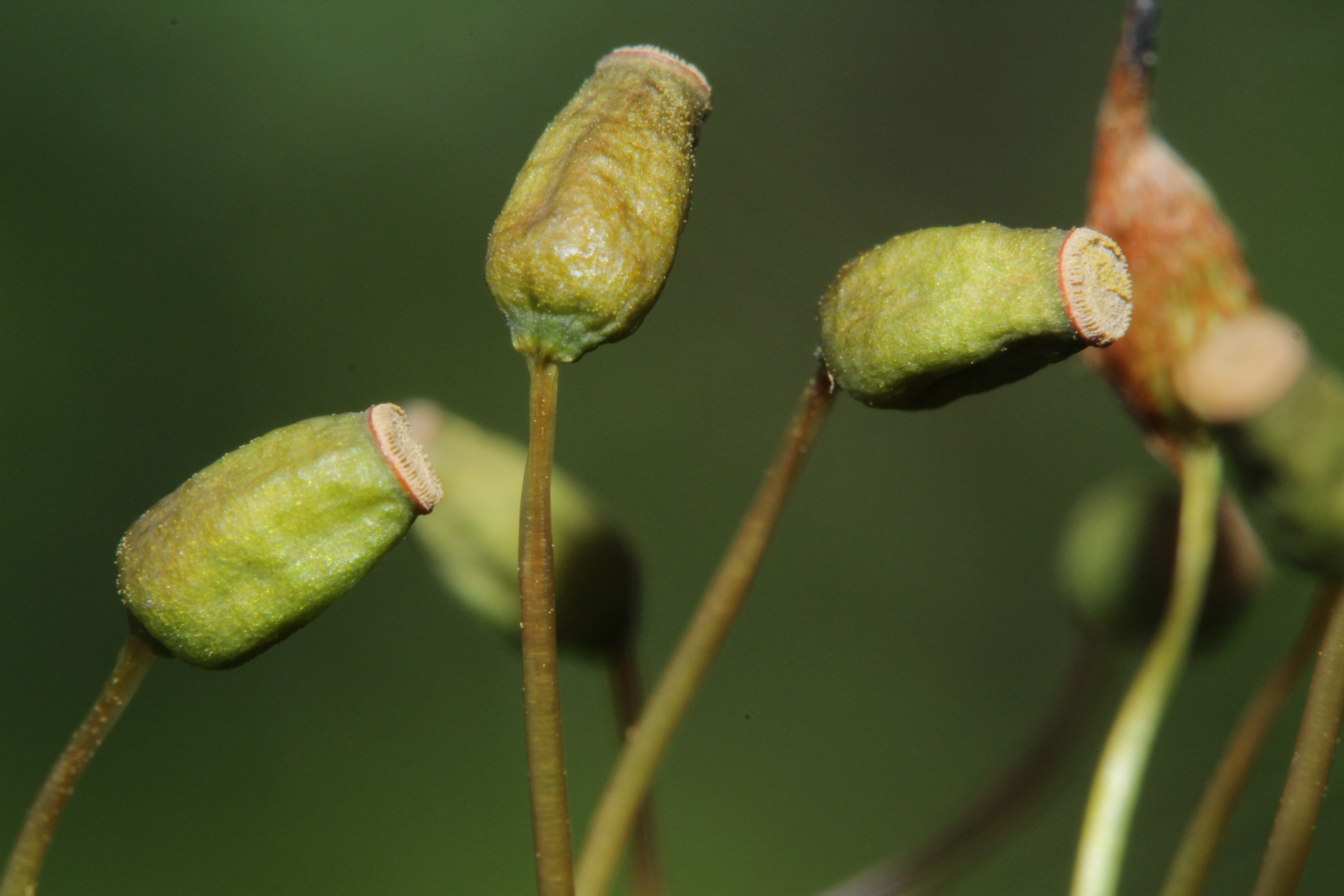
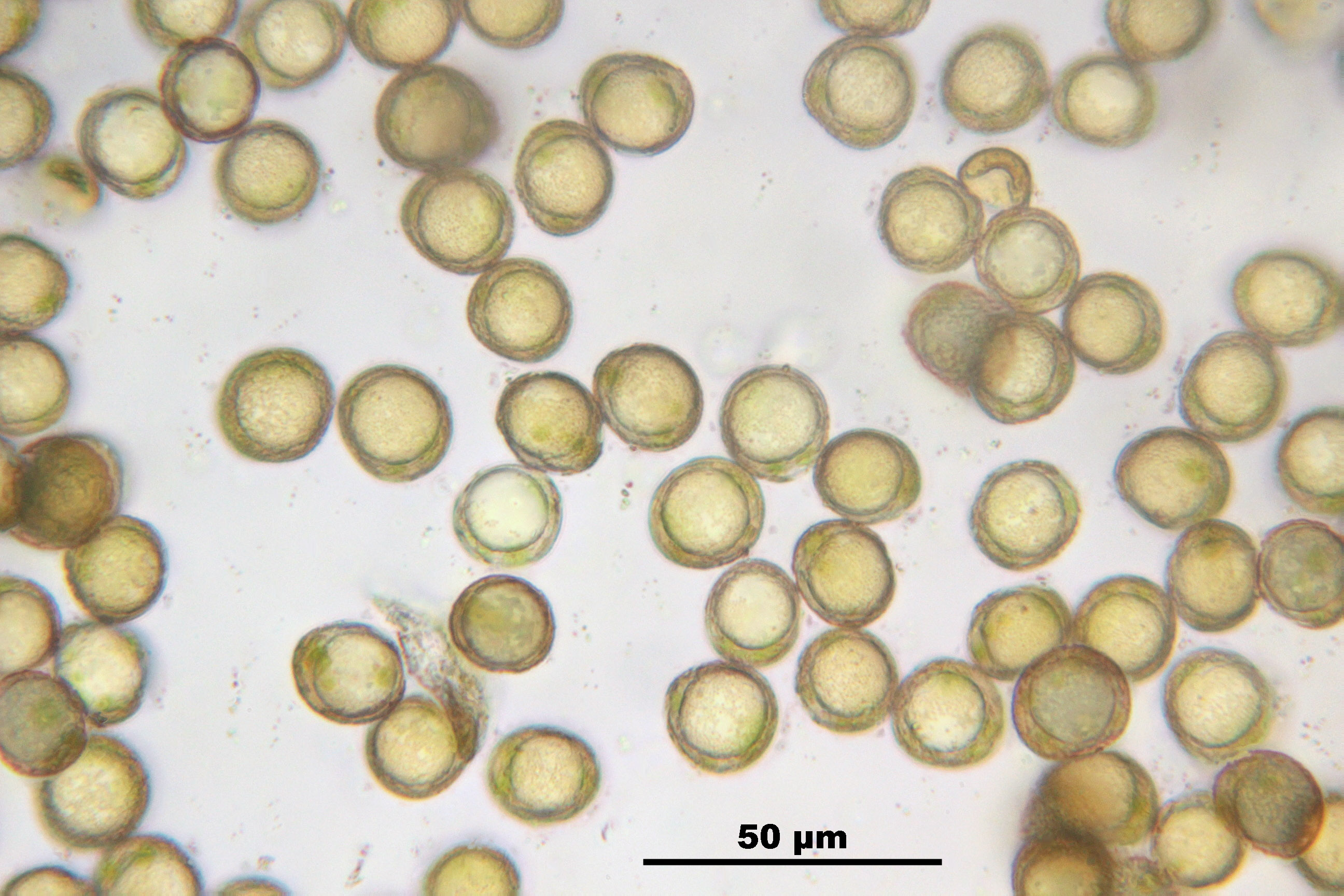

## Характеристика
Рослини дуже різноманітні за розміром, тьмяно-зелені або коричнево-зелені, червонуваті з віком, ростуть у пухких або компактних пучках. Стебла (1)4–6(14) см, зверху густо облистнені, знизу часто безлисті й ниткоподібні, прості або розгалужені слабо чи пучково. Листя (4)5–8(19) мм, від нещільних до щільних. Ніжки коробок (1)3–5 см, коричневі. Коробочка різна, (1,5)3–5(8) мм. Спори 14–20 мкм.